# Museo Vivencial Ferrocarril 279
El Museo Vivencial Ferrocarril 279 se localiza en la ciudad de Cuautla, Morelos. Fue inaugurado en septiembre de 1995.

## Historia
El museo está ubicado en la Antigua Estación de Ferrocarril de Cuautla, donde anteriormente se hallaban los jardines del Ex Convento de San Diego que data del siglo XVII.
La Antigua Estación de Ferrocarril fue inaugurada el 18 de junio de 1881, con el primer viaje público entre la Ciudad de México y Morelos. Este espacio destaca en la historia mexicana al ser defendido por José María Morelos, en 1812, durante la Guerra de Independencia, y punto de encuentro del Gral. Emiliano Zapata y el entonces presidente Francisco I. Madero, el 18 de agosto de 1911.
El museo recibe su nombre por el conocido Ferrocarril 279, el cual fue construido por la compañía Baldwing Locomotive Works de Filadelfia para Ferrocarriles Nacionales de México. Es la única máquina de vapor de vía angosta en México.
La maquinaria fue habilitada en 1904 como parte del sistema ferroviario del estado de Morelos, posteriormente fue incorporada al Ferrocarril Interoceánico de México-Veracruz. 
En el siglo XXI se acondicionaron los antiguos vagones para presentar la historia de la Antigua Estación, así como para dar a conocer aspectos fundamentales de la Revolución Mexicana. Además de la colección fotográfica, el museo ofrece los servicios de conferencias, talleres para niños y jóvenes, y exposiciones artísticas.
El 16 de junio de 2021, la Lotería Nacional anunció la celebración del 140.º Aniversario de la inauguración del servicio de la Antigua Estación de Ferrocarril de Cuautla, mediante la emisión del billete de lotería que porta la imagen de la Locomotora de vapor 279. Con ello, se conmemoró el impulso de las líneas ferroviarias durante la época del Porfiriato, lo cual incrementó la economía de la localidad a través del transporte de mercancías como el azúcar.